# Radio Bruno
Radio Bruno è un'emittente radiofonica privata locale con sede a Carpi (Modena). È considerata una superstation, in quanto trasmette in più regioni con nuclei di ascolto alti.

## Storia

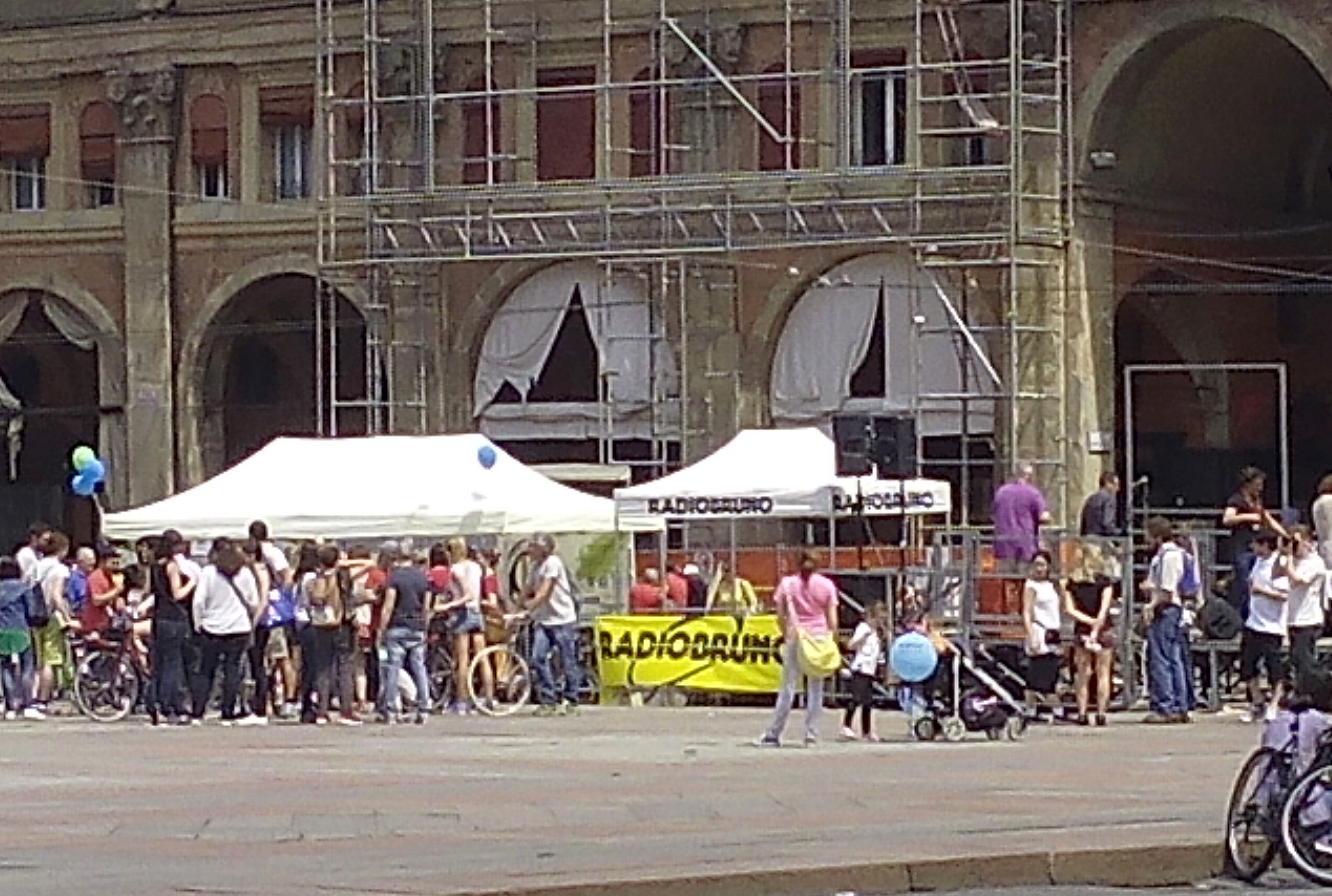
Radio Bruno in Piazza Maggiore a Bologna, maggio 2015.

Fondata nel maggio del 1976, trasmette oggi su tutto il territorio di Emilia-Romagna, Toscana (Buona parte), Lombardia (in parte), Piemonte (in parte), Marche (in parte), Veneto (in parte) e in provincia della Spezia in Liguria. Su alcune frequenze della Lombardia modula in svariate ore della giornata sulla rete Radio Vera.
Tra i fondatori della radio ci sono l'attuale presidente della società Gianni Prandi, lo speaker Enrico Gualdi e il tecnico Erio Cipolli. Tra gli animatori della prima ora va ricordato Ruggero Po, giornalista, in seguito diventato conduttore della trasmissione Zapping di Rai Radio 1.
Nel 2004 Radio Bruno si allargò alla regione Toscana dopo l'acquisizione dell'emittente pisana Radio Quattro. Sulle frequenze di Radio Bruno Toscana dal 1º luglio 2015, la redazione sportiva con sede a Firenze trasmette il Pentasport, storico programma incentrato sulla Fiorentina. Da fine settembre 2011 arrivò la succitata collaborazione con l'emittente bresciana Radio Vera nella ritrasmissione del palinsesto della fascia pomeridiana fino a poi ad espandersi con la programmazione da quando diventò Radio Bruno Brescia.
La raccolta pubblicitaria nazionale è affidata alla società Digitalia '08-Radio, facente parte del Gruppo Mediaset.

## Speaker
- Sandro Damura
- Enzo Ferrari
- Bruno De Minico
- Enrico Gualdi
- Clarissa Martinelli
- Fausto Peppi
- Alex Testi
- Barbara Pinotti
- Roberto Uggeri
- Roberto Trapani
- Antonio Valli
- Mary Be
- Laura Padovani
- Achille Maini
- Giorgio Martini
- Gianluca Setti
- Georgia Passuello
- Arianna Bertoncelli
- Chiara Papanicolaou

## Segnale
Il segnale dell’emittente è diffuso in quasi tutto il nord e centro Italia sia in FM che in DAB+. In particolare il segnale FM è ricevibile in tutta l’Emilia Romagna, buona parte di Toscana, Lombardia, Veneto, Marche, Piemonte. Il segnale è inoltre ricevibile in provincia di La Spezia, in alcuni punti dell'Isola d’Elba è in alcune zone montane della media Valtellina.

## Eventi
- Yoga Radio Estate